# Marsupializzazione

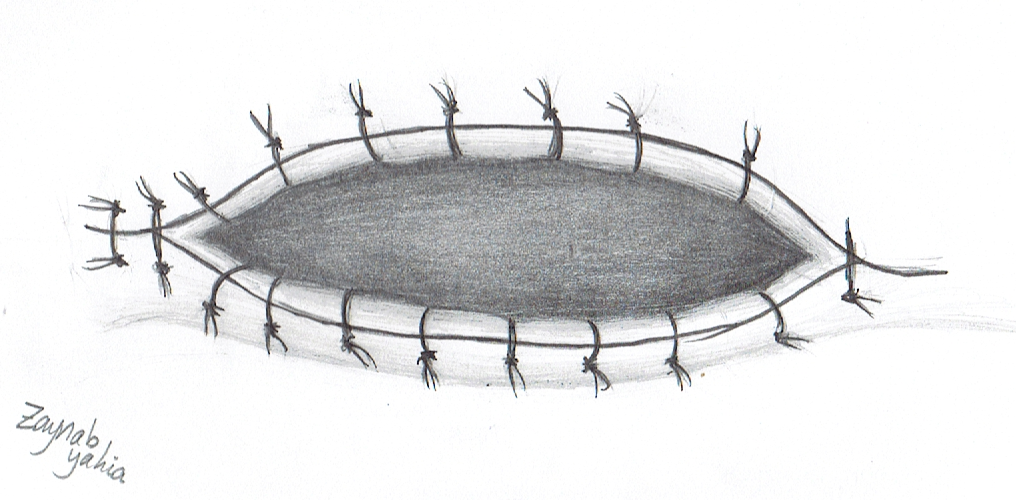
Il disegno di una marsupializzazione.

La marsupializzazione è una procedura chirurgica consistente nel praticare un'incisione sulla superficie di un ascesso o di una cisti per poi suturarne i lembi all'esterno in modo da formare una superficie continua tra l'esterno e l'interno del suddetto ascesso o cisti, il tutto al fine di far sì che quest'ultimo rimanga aperto e possa così drenare liberamente il liquido al suo interno evitandone la stagnazione. Il ricorso a tale tecnica è necessario per trattare cisti e ascessi quando si ritiene che il singolo drenaggio non sarebbe sufficiente e quando non è comunque desiderabile la completa rimozione di tutta la struttura circostante.
Esempi comuni dell'uso della marsupializzazione si hanno nel trattamento delle cisti di Gartner (o "del dotto di Gartner"), delle cisti pancreatiche, di quelle pilonidali e delle cisti di Bartolino.
La marsupializzazione si applica anche nel caso di cisti radicolari e dentigere in cui il dente associato alla lesione cistica permetta ancora una possibilità di recupero, o esista il rischio di ledere, con l'asportazione completa, strutture importanti come fasci vasculo-nervosi, in modo da decomprimere la cisti e permettere al dente di erompere nella cavità orale.
Un altro esempio ancora dell'uso di questa tecnica si ha in chirurgia oculistica, nella realizzazione di una dacriocistorinostomia, in cui, in presenza di dacriocistiti, si crea una via accessoria per mettere in comunicazione il sacco lacrimale con la mucosa nasale.